# Ann Rutherford
Therese Ann Rutherford (Vancouver (Brits-Columbia), 2 november 1917 – Beverly Hills (Californië), 11 juni 2012) was een Canadees-Amerikaans actrice.

## Biografie

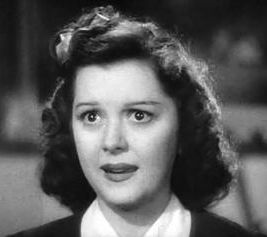
Rutherford als Polly Benedict

Rutherford werd geboren als dochter van operazanger John Guilberty en actrice Lucille Mansfield. Ze was de jongste dochter van de familie; haar zus Judith Arlen werd in 1914 geboren. Vlak na haar geboorte verhuisde de familie naar Californië, waar haar ouders Rutherford naar verschillende audities stuurden. In 1925 volgde haar debuut in het theater. Gedurende negen jaar was ze in verschillende toneelstukken te zien en in radioprogramma's te horen.
In 1935 kreeg Rutherford een contract bij Republic Pictures, een filmstudio die specialiseerde in B-films. Nog datzelfde jaar maakte ze haar filmdebuut. Al op 15-jarige leeftijd groeide ze uit tot een actrice op de voorgrond en was ze vooral in westerns te zien als het liefje van de held. Ze werd regelmatig gecast tegenover de acteurs Gene Autry en John Wayne.
Toen ze 17 jaar oud was, kreeg ze een contract bij de bekende filmstudio Metro-Goldwyn-Mayer. Hier verwierf ze een sterrenstatus met haar vertolking van Polly Benedict in de Andy Hardy-filmreeks. Haar eerste verschijning als dat personage maakte ze in You're Only Young Once, het tweede deel. Ze speelde de rol uiteindelijk twaalf keer, tot en met 1942.
Rutherford verscheen regelmatig in tijdschriften en kreeg van haar fans de bijnaam "America's Sweetheart". Dit resulteerde in rollen in memorabele films. Zo speelde ze de 'Geest van Voorbije Kerstmis' in de film A Christmas Carol (1938) en was ze te zien als de zus van Vivien Leigh in Gone with the Wind (1939). In 1940 kreeg ze tevens de rol van Lydia Bennet in Pride and Prejudice.

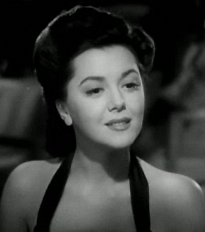
Rutherford in 1941

Hierna speelde Rutherford samen met Red Skelton in verscheidene komische films, waaronder Whistling in the Dark (1941), Whistling in Dixie (1942) en Whistling in Brooklyn (1943). Aan het begin van de jaren 40 beëindigde ze haar contract met MGM voor een freelance-carrière. In 1950 ging ze met pensioen, maar ze keerde in de jaren 70 terug voor een rol in de sitcom The Bob Newhart Show. In 1996 werd haar de rol van Rose Calvert aangeboden in de film Titanic (1997), maar ze besloot deze niet te accepteren. De rol ging hierna naar Gloria Stuart.
Rutherford trouwde op 24 december 1942. Ze kreeg een dochter in 1943. Ze scheidde echter in 1953, waarna ze hertrouwde en de stiefmoeder werd van de kinderen uit het vorige huwelijk van haar man. Ze bleef getrouwd tot zijn dood in 1991.

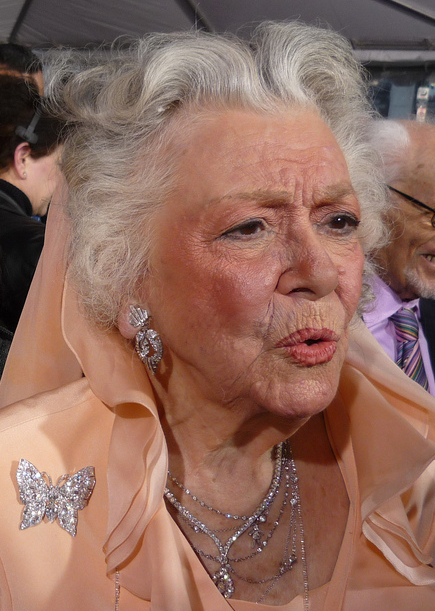
Rutherford in 2010

Op 11 juni 2012 overleed ze op 94-jarige leeftijd in Beverly Hills aan de gevolgen van hartfalen.

## Filmografie
- Biblioteca Nacional de España: XX1797202
- Bibliothèque nationale de France: cb14043323r (data)
- Gemeinsame Normdatei: 1061286142
- International Standard Name Identifier: 0000 0001 1471 3333
- Library of Congress Control Number: n85151824
- SNAC: w6rk80xn
- Système universitaire de documentation: 161706460
- Virtual International Authority File: 43276091
- WorldCat: E39PBJhCFkWTDyG9CPkdwx8wG3